# Effet de levier
L'effet de levier (financier) est un terme général pour désigner n'importe quelle technique destinée à multiplier les profits. Les techniques courantes de levier sont l'endettement, l'achat d'actifs à long terme et les produits dérivés (tels que les warrants).

## Enjeux
L'effet de levier est une mesure comptable de l'impact de l'utilisation d'apports de capitaux de la part de tiers de l'entreprise par rapport aux capitaux propres à l'entreprise. Cela permet aux actionnaires et associés de l'entreprise de mesurer à quel point ils peuvent accepter l'endettement, c'est-à-dire la dégradation du ratio de solvabilité.
Si la rentabilité économique est plus faible que le taux d'actualisation attendu par les prêteurs et les associés, c'est-à-dire si le levier est trop faible, l'entreprise assiste à un effet de massue.
L'effet de levier permet, grâce à l'emprunt, d'acquérir des actifs avec un minimum de fonds propres, ce qui correspond à se constituer un capital grâce à l'endettement.
En revanche, si le taux de crédit est supérieur au taux de rentabilité du projet, on parle d'effet de massue ou d'effet boomerang : la rentabilité des fonds propres s'effondre.
Plus concrètement :
L'actionnaire ou investisseur souhaite acquérir des moyens de productions, des actifs (« se constituer un capital »). Pour cela, il lui faut investir : le "capital social" représente ce que l'actionnaire a effectivement investi en versant de sa poche à l'entreprise. Toutefois, il souhaite minimiser sa mise de fond dans cette affaire pour limiter son risque financier ou investir aussi dans d'autres affaires. Aussi, pour compléter le montant d'investissement nécessaire, il demande à « son » entreprise d'emprunter : la dette dont il est question ci-dessus est due à cet emprunt que l'entreprise contracte sur ordre de l'actionnaire. Cet emprunt est remboursé par l'entreprise et pas du tout par l'actionnaire. L'actionnaire peut miser 10 et faire emprunter 50 à l'entreprise. L'investissement total est donc de 60 en moyens de production. Seul l'actionnaire est propriétaire des 60 de moyens de production tout en n'ayant versé que 10 car l'entreprise n'est pas sujet de droit et de ce fait ne possède rien. C'est l'effet de levier : dans cet exemple, il est de 6.
Remarque : une autre possibilité pour limiter le risque financier est de s'associer à d'autres actionnaires. En reprenant l'exemple ci-dessus, si six actionnaires misent chacun 10, la propriété des 60 d'actifs acquis est partagée entre chaque actionnaire de la société constituée : celui qui a mis 10 ne possède que 10, car il n'y a pas d'effet de levier, les actionnaires étant tous sujets de droits et soucieux de leur propriété.
Cet effet de levier est possible grâce à deux caractéristiques juridiques : la « responsabilité limitée » et surtout le fait que l'entreprise, au contraire d'une association loi de 1901, ne soit pas sujet de droit quant à la propriété : Elle ne peut revendiquer une acquisition au prorata de sa contribution (dans notre exemple : 50).
Bien entendu, cet effet de levier ne se concrétise vraiment que si l'entreprise arrive à rembourser l'emprunt, à savoir si elle dégage suffisamment de valeur ajoutée une fois tous ses salaires et taxes payés. Sinon, il y a risque d'effet massue ou boomerang et même, à trop charger la barque, de faillite (pas de l'actionnaire, mais de l'entreprise et de son collectif de salariés).

## Évaluation de l'impact des effets de levier successifs avec le bilan comptable
Le bilan comptable permet d'évaluer très simplement le cumul des effets de levier « investissements » durant la vie de l'entreprise.
« Dans la colonne de gauche du bilan, appelée « Actif », figure tout le patrimoine de l’entreprise, autrement dit tout ce que l’entreprise possède grâce aux ressources figurant au passif. »
Dans la colonne de droite du bilan, appelée « Passif » est fournie la liste des rubriques qui expliquent d’où proviennent les ressources financières dont dispose l’entreprise ».
Dans ce passif, la contribution de l'actionnaire est uniquement le « capital social ». Toutes les autres contributions sont celles du collectif de salariés. Par définition du bilan, le total du passif est égal au total des actifs. La contribution du collectif de salariés aux actifs est donc la différence entre le total des actifs et le « capital social » et, vu des comptes de l'entreprise, l'effet de levier est le ratio entre le total des actifs et le « capital social ».
Exemple avec le bilan 2021 de Carrefour : total actif (47 668 M€), financé par les actionnaires à hauteur du capital social (1940 M€) et donc le reste, soit près de 45728 M€, par le collectif de salariés. L'effet de levier cumulé est donc de 24 en fin 2021. Il diminuera s'il y a financement par émission d'actions et il augmentera si l'entreprise Carrefour, son collectif de salariés, investit sur fonds propre ou par emprunt.
Dans son ouvrage majeur Principes d’économie politique, Charles Gide (1931) nomme « amorce » le capital social misé par les actionnaires et capital « concret » ou « réel » les actifs, le patrimoine productif de l'entreprise. « L'amorce » suffit aux actionnaires pour être propriétaire de tous les actifs.
La contribution du collectif de salariés est faite sous toutes les formes mentionnées dans le bilan (fonds propres accumulés, résultats, emprunts que le collectif de salariés rembourse, etc..). En plus de cette contribution, le collectif de salariés, grâce évidemment à la vente de ses produits et services, doit bien sûr SE payer SES salaires, impôts et taxes, louer des locaux et des équipements, payer des sous-traitants et des fournitures, entretenir tout le patrimoine, payer des dividendes aux actionnaires et même, de plus en plus souvent, « racheter » des actions aux actionnaires, actions ensuite annulées.

## Calcul
Il existe plusieurs définitions du terme. En particulier, il est utilisé de deux manières différentes en investissement et en finance :

### Investissement
On appelle "levier comptable" le rapport entre les capitaux moins les dettes, et les capitaux. Afin de comprendre les différences qui existent entre divers effets de levier utilisés, considérons les situations suivantes, toutes basées sur 100€ de capitaux propres :
- Achetez 100€ de pétrole brut. Le capital est de 100€, il n'y a pas de dettes. Le levier comptable est de 1 pour 1. La valeur théorique est de 100€, il n'y a pas de dettes et 100€ de capitaux propres. Le levier théorique est de 1 pour 1. La volatilité est égale à celle du pétrole, comme  ce pétrole n'est que des capitaux[pas clair] et que l'on en possède autant que les capitaux propres, le levier économique est de 1 pour 1.
- Empruntez 100€ et achetez 200€ de pétrole brut. Les capitaux sont de 200€, les dettes de 100€ donc le levier comptable est de 2 pour 1. La valeur théorique est de 200€, les capitaux propres de 100€, donc le levier théorique de 2 pour 1. La volatilité est le double de celle d'une situation sans levier avec les mêmes capitaux, donc le levier économique sera de 2 pour 1.
- Achetez 100€ de pétrole brut, empruntez pour 100€ d'essence et vendez-les pour 100€. Vous avez 100€ d'argent cash, 100€ de pétrole brut et vous devez 100€ d'essence. Vos capitaux sont de 200€, vos dettes de 100€, donc le levier comptable est de 2 pour 1. Vous avez 200€ de valeur théorique de capitaux plus 100€ de valeur théorique de dettes, avec 100€ de capitaux propres, alors le levier théorique est de 3 pour 1. La volatilité de votre situation pourrait être la moitié de celle d'un investissement sans levier avec les mêmes capitaux, comme le prix de l'essence et celui du pétrole sont corrélés, le levier économique serait donc de 0,5 pour 1.
- Achetez 100€ de bons du trésor à taux fixe sur 10 ans et placez-les en swap de taux d'intérêt fixe à variable sur 10 ans pour convertir les versements en taux variable. Le swap est hors bilan, il sera donc ignoré pour le calcul du levier comptable. Le levier comptable sera alors de 1 pour 1. La valeur théorique du swap compte pour le levier théorique, il sera de 2 pour 1. Le swap enlève la majeure partie du risque économique des bons du trésor, le levier économique sera donc proche de zéro.

### Finance
Formellement, la rentabilité financière est donnée par la formule suivante :
{\displaystyle R_{fi}={\frac {R_{E}-Imp-iD_{F}}{F_{P}}}\ =R_{eco}+(R_{eco}-i){\frac {D_{F}}{F_{P}}}\,}
Où {\displaystyle R_{eco}={\frac {R_{E}-Imp}{F_{P}+D_{F}}}} est la rentabilité économique, et :
- {\displaystyle R_{fi}} : Rentabilité financière
- {\displaystyle R_{eco}} : Rentabilité économique
- {\displaystyle i} : Taux d'intérêt réel

- {\displaystyle D_{F}} : Dette financière de l'entreprise
- {\displaystyle F_{P}} : Capitaux propres de l'entreprise
- {\displaystyle R_{E}} : Résultat d'exploitation
- {\displaystyle Imp} : Impôts

- {\displaystyle {\frac {D_{F}}{F_{P}}}} : Levier financier
- {\displaystyle R_{eco}-i} : Levier d'exploitation

Pour le calcul de la rentabilité économique et de la rentabilité financière, se reporter à l'article rentabilité.

## Protection des investisseurs
Ces dernières années, les régulateurs financiers de plusieurs pays développés ont introduit des mesures visant à limiter l'effet de levier que les investisseurs individuels peuvent prendre, en particulier dans le domaine du Forex. Ces restrictions visent aussi bien à restreindre la spéculation qu'à protéger les investisseurs individuels contre des pertes inattendues.

### États-Unis
Aux États-Unis, la Commodity Futures Trading Commission (CFTC) limite l'effet de levier auquel les particuliers peuvent souscrire à 50:1 pour les principales paires de devises et à 20:1 pour toutes les autres.
Les principales devises comprennent le dollar australien, la livre sterling, le dollar canadien, la couronne danoise, l'euro, le yen japonais, le dollar néo-zélandais, la couronne norvégienne, la couronne suédoise, le franc suisse et le dollar américain. La National Futures Association (NFA) est autorisée à revoir périodiquement la liste de ces principales devises, selon la volatilité de leur cours.
La première mouture de la réglementation de 2010 de la CFTC proposait d'abaisser l'effet de levier à 10:1. Mais la CFTC a finalement adopté des limites plus élevées de l'ordre de 50:1 et 20:1, à la suite des critiques de courtiers Forex. Aucune restriction de ce type n'existait avant 2010, date à laquelle ces règles sont entrées en vigueur.